# Baharlı
Baharlı, est un village d'Azerbaïdjan situé dans le raïon de Khodjali, appelé Moshkhmgat (en arménien : Մոշխմհատ, en en azéri : Moşxmhat) ou Gushchubaba quand elle était une communauté rurale de la région d'Askeran, au Haut-Karabagh.
La population s'élevait à 61 habitants en 2005.

## Histoire
Faisant partie de l'ancien oblast autonome du Haut-Karabagh à l'époque soviétique, le village passe sous contrôle arménien pendant la première guerre du Haut-Karabagh et est administré dans le cadre de la région d'Askeran de la république du Haut-Karabagh. Le 7 novembre 2020, le village est repris par l'Azerbaïdjan au cours de la deuxième guerre du Haut-Karabagh et rebaptisé Baharlı.